# أبو طوق (فرسان)
قرية أبو طوق إحدى قرى منطقة جازان وهي قرية سكنية تابعة لبلدية محافظة فرسان جنوب غرب المملكة العربية السعودية، تبعد أكثر من 60 كم باتجاه الشمال الغربي من مدينة فرسان.

## الموقع
تقع قرية أبو طوق جنوب غرب المملكة على جزيرة السقيد تبعد عن قرية السقيد مسافة 10 كم باتجاه الشمال حيث تقع أقصى شمال الجزيرة، وهي تقع عند خط طول 41 درجة وخط العرض 16 درجة.

## انظر ايضاً
- المحصور
- ختب
- السقيد

## وصلات خارجية
- بيانات المجلس البلدي من الأمانة العامة لشؤون المجالس البلدية.[وصلة مكسورة]
- حصر الخدمات بالمدن والقرى بمنطقة جازان.
- دليل الخدمات بمنطقة جازان.
- مصلحة الإحصاءات العامة والمعلومات.